# Charles Hatfield
Pour les articles homonymes, voir Hatfield.
Charles Mallory Hatfield, né le 15 juillet 1875 à Fort Scott et mort le 12 janvier 1958 à Glendale, États-Unis, est un vendeur de machines à coudre devenu célèbre en tant que « faiseur de pluie » car inventeur autodidacte d'une « tour d'évaporation » inspirée par l'observation d'une cocotte-minute.

## Jeunesse
Charles Hatfield nait à Fort Scott, Kansas, le 15 juillet 1875,.
Son père, Stephen, promoteur immobilier, conduit la famille dans le sud de la Californie en 1886, d'abord à San Diego, où Hatfield Sr construit trois maisons, avant de s'établir dans un ranch de quarante acres avec une oliveraie à Gopher Canyon, près de Bonsall, à quarante milles au nord de cette ville.
Charles commence par devenir vendeur pour la New Home Sewing Machine Company. En 1904, il s'installe à Glendale, en Californie.

## Carrière

### Développement d'une idée
Ayant grandi à Bonsall, Charles Hatfield, attiré par les sciences naturelles, s’intéresse à l'ensemencement des nuages. Il cherche à développer ses propres méthodes pour produire de la pluie, inspirées par le principe de la bouilloire et par la façon dont la vapeur d'eau s'élevait d'une casserole sur la cuisinière de sa mère. En 1902, il met au point un mélange secret de 23 produits chimiques dans de grands réservoirs galvanisés qui, selon lui, produiraient de la pluie. Hatfield se qualifie ainsi d'« accélérateur d'humidité ».
En 1904, le promoteur Fred Binney lance une campagne de relations publiques pour Hatfield. Un certain nombre d'éleveurs de Los Angeles lisent ses annonces dans les journaux et proposent 50 $ à Hatfield pour produire de la pluie. Dès février, Hatfield et son frère Paul construisent une « tour d'évaporation » à La Crescenta où Hatfield libère son mélange dans l'air. Il se met à pleuvoir. Satisfaits mais impressionnés, les éleveurs lui payent 100 $. Effectivement, les rapports du bureau météorologique de l'époque font état de précipitations qu'ils imputent à une tempête qui arrivait, ce que les admirateurs de Hatfield ne prennent absolument pas en compte.

### Début de renommée
Charles Hatfield reçoit ensuite davantage de demandes. Il promet à la ville de Los Angeles 18 pouces (45,72 cm) de pluie, apparemment avec succès et perçoit 1 000 $. Grâce à ce succès, Hatfield construit sa tour sur le terrain du sanatorium Esperanza à Altadena, près de Rubio Canyon.
En 1906, Hatfield est invité au Yukon, où il accepte de créer de la pluie pour les champs aurifères du Klondike dont les activités requièrent de l'eau. Le contrat du Klondike s'élevait à 10 000 $, mais ses efforts étant restés infructueux, Hatfield s'enfuit après n'avoir perçu que 1 100 $ pour ses frais. Toutefois, cet échec ne décourage pas ses adeptes.

### Déluge à San Diego
En 1915, sous la pression du San Diego Wide Awake Improvement Club, le conseil municipal de San Diego demande à Hatfield de produire de la pluie afin de remplir le réservoir du barrage Morena. Hatfield propose de produire de la pluie gratuitement, puis de facturer 1 000 $ par pouce (393,7 $ par centimètre) tombés entre quarante et cinquante pouces (1,02 à 1,27 m) et à nouveau gratuitement au-delà de cinquante pouces (1,27 m). Le conseil vote à quatre voix contre une pour des frais de 10 000 $, payables lorsque le réservoir serait rempli. Aucun contrat n'est rédigé. Avec son frère, Hatfield construit une tour au bord du lac Morena prêt au début de la nouvelle année.
Le 5 janvier 1916, Hatfield enclenche le processus, de fortes pluies commencent à tomber, il continue son œuvre et les pluies deviennent plus fortes de jour en jour. Les lits de rivières asséchés se remplissent, le niveau des eaux monte au point de provoquer des inondations qui emportent des ponts, bloquent des trains et détruisent des lignes téléphoniques - sans parler des maisons et des fermes impactées. Deux barrages, le barrage de Sweetwater et un autre pres du lac Lower Otay, débordent. La pluie s'arrête le 20 janvier mais reprend deux jours plus tard. Le 27 janvier, le barrage Lower Otay se rompt, augmentant les dégâts et provoquant environ 20 morts, les récits variant sur le nombre exact,,.
Hatfield s'adresse à la presse le 4 février suivant. Il affirme que les dégâts n'étaient pas de sa faute et que la ville aurait dû prendre les précautions adéquates. Si Hatfield peut se prévaloir d'avoir rempli son contrat, remplir le réservoir, le conseil municipal refuse de le payer à moins que Hatfield n'accepte d'endosser à sa place la responsabilité des dommages déjà estimés à 3,5 millions de dollars. Heureusement pour Hatfield, il n’y avait pas de contrat écrit. Il tente d'obtenir 4 000 $, puis poursuit le Conseil municipal en justice. Le procès s’arrête en 1938, lorsque deux tribunaux décident de qualifier la pluie de catastrophe naturelle, ce qui l'absout de toute poursuites pour acte répréhensible, mais signifie que Hatfield n'avait plus aucun titre pour réclamer ses honoraires.

### Suite
Cependant, la renommée de Hatfield ne cesse de croître et il reçoit davantage de demandes pour faire de la pluie. Entre autres, en 1929, il est embauché par la Standard Steamship and Fruit Company de la Nouvelle-Orléans pour arrêter un incendie dans une plantation de bananes de 100 000 acres au Honduras. Plus tard, la Bear Valley Mutual Water Company voulut remplir le Big Bear Lake. Pendant la Grande Dépression de 1929 à 1939, il redevient vendeur de machines à coudre. Son épouse Mable demande le divorce en 1931, affirmant qu'il lui avait caché une partie de ses gains.
Hatfield peut revendiquer au moins 500 succès. Selon les commentateurs de son époque[Qui ?] et ultérieurs, les succès de Hatfield étaient principalement dus à ses compétences météorologiques, à son étude des statistiques de précipitations et à son sens inné du timing, sélectionnant les périodes où il y avait de toute façon une forte probabilité de pluie, de Novembre à Mars. John L. Bacon, conseiller municipal de San Diego ayant étudié les soi-disant succès de Hatfield le considérait comme rien de plus qu'un « sacré prophète du beau temps ».
Charles Hatfield décède le 12 janvier 1958 à Pearblossom, comté de Los Angeles en Californie, en emportant sa formule chimique avec lui. Il est enterré au cimetière du Forest Lawn Memorial Park à Glendale, en Californie.